# Szlovák labdarúgókupa
A Szlovák labdarúgókupa 1970 óta kerül megrendezésre. Csehszlovákia idején a szlovák kupa és a cseh kupa győztesek játszottak a csehszlovák labdarúgókupa elnyerésért. Az új szlovák kupa 1993 óta számítódig, amikor is Csehszlovákia szétválása után mindkét ország saját bajnokságot és kupát hozott létre.

## Eredmények
| Szezon  | Győztes               | Eredmény                            | Második helyezett      |
| ------- | --------------------- | ----------------------------------- | ---------------------- |
| 1993–94 | Slovan Bratislava     | 2–1                                 | Tatran Prešov          |
| 1994–95 | Inter Bratislava      | 1–1 (hosszabbítás, 11-esekkel: 3–1) | DAC Dunajská Streda    |
| 1995–96 | Chemlon Humenné       | 2–1                                 | Spartak Trnava         |
| 1996–97 | Slovan Bratislava     | 1–0 (hosszabbítás)                  | Tatran Prešov          |
| 1997–98 | Spartak Trnava        | 2–0                                 | 1. FC Košice           |
| 1998–99 | Slovan Bratislava     | 3–0                                 | Dukla Banská Bystrica  |
| 1999–00 | Inter Bratislava      | 1–1 (hosszabbítás, 11-esekkel: 4–2) | 1. FC Košice           |
| 2000–01 | Inter Bratislava      | 1–0                                 | MFK Ružomberok         |
| 2001–02 | Koba Senec            | 1–1 (hosszabbítás, 11-esekkel: 4–2) | Matador Púchov         |
| 2002–03 | Matador Púchov        | 2–1                                 | Slovan Bratislava      |
| 2003–04 | Artmedia Bratislava   | 2–0                                 | Steel Trans Ličartovce |
| 2004–05 | Dukla Banská Bystrica | 2–1                                 | Artmedia Bratislava    |
| 2005–06 | MFK Ružomberok        | 0–0 (hosszabbítás, 11-esekkel: 4–3) | Spartak Trnava         |
| 2006–07 | FC ViOn Zlaté Moravce | 4–0                                 | FC Senec               |
| 2007–08 | Artmedia Petržalka    | 1–0                                 | Spartak Trnava         |
| 2008–09 | MFK Košice            | 3–1                                 | Artmedia Petržalka     |
| 2009–10 | Slovan Bratislava     | 6–0                                 | Spartak Trnava         |
| 2010–11 | Slovan Bratislava     | 3–3 (hosszabbítás, 11-esekkel: 5–4) | MŠK Žilina             |
| 2011–12 | MŠK Žilina            | 3–2                                 | FK Senica              |
| 2012–13 | Slovan Bratislava     | 2–0                                 | MŠK Žilina             |
| 2013–14 | MFK Košice            | 2–1                                 | Slovan Bratislava      |
| 2014–15 | Trenčín               | 2–2 (hosszabbítás, 11-esekkel: 3–2) | FK Senica              |
| 2015–16 | Trenčín               | 3-1                                 | Slovan Bratislava      |
| 2016–17 | Slovan Bratislava     | 3-0                                 | MFK Szakolca           |
| 2017–18 | Slovan Bratislava     | 3-1                                 | MFK Ružomberok         |
| 2018–19 | FC Spartak Trnava     | 3-3 (hosszabbítás, 11-esekkel: 4–1) | MŠK Žilina             |
| 2019–20 | Slovan Bratislava     | 1-0                                 | MFK Ružomberok         |
| 2020–21 | Slovan Bratislava     | 2–1 (hosszabbítás, 11-esekkel: 5–4) | MŠK Žilina             |
| 2021–22 | FC Spartak Trnava     | 2–1 (hosszabbítás, 11-esekkel: 5–4) | Slovan Bratislava      |
| 2022–23 | FC Spartak Trnava     | 3–1 (hosszabbítás, 11-esekkel: 5–4) | Slovan Bratislava      |
| 2023–24 | MFK Ružomberok        | 1–0                                 | FC Spartak Trnava      |
| 2024–25 | FC Spartak Trnava     | 1–0                                 | MFK Ružomberok         |

## Összesítés
| Csapat                 | Győztes | Döntős | Győzelem éve                                                                             | Elvesztett döntő                                           |
| ---------------------- | ------- | ------ | ---------------------------------------------------------------------------------------- | ---------------------------------------------------------- |
| Slovan Bratislava      | 17      | 7      | 1970, 1972, 1974, 1976, 1982, 1983, 1989, 1994, 1997, 1999, 2010, 2011, 2013, 2017, 2018 | 1971, 1978, 2003, 2013, 2017, 2018, 2020, 2021, 2022, 2023 |
| Spartak Trnava         | 9       | 8      | 1971, 1975, 1980, 1991, 1998, 2019, 2022, 2023, 2025                                     | 1972, 1974, 1988, 1996, 2006, 2008, 2010, 2024             |
| Inter Bratislava       | 6       | 2      | 1984, 1988, 1990, 1995, 2000, 2001                                                       | 1976, 1979                                                 |
| VSS Košice             | 5       | 3      | 1973, 1980, 1993, 2009, 2014                                                             | 1981, 1998, 2000                                           |
| Lokomotíva Košice      | 3       | 2      | 1977, 1979, 1985                                                                         | 1961, 1992                                                 |
| FK AS Trenčín          | 3       | –      | 1978, 2015, 2016                                                                         | –                                                          |
| Žilina                 | 2       | 7      | 1961, 2012                                                                               | 1977, 1980, 1986, 1990, 2011, 2013, 2019                   |
| Artmedia Petržalka     | 2       | 3      | 2004, 2008                                                                               | 1982, 2005, 2009                                           |
| Dukla Banská Bystrica  | 2       | 3      | 1981, 2005                                                                               | 1970, 1984, 1999                                           |
| MFK Ružomberok         | 2       | 4      | 2006, 2024                                                                               | 2001, 2018, 2020, 2025                                     |
| Tatran Prešov          | 1       | 4      | 1992                                                                                     | 1973, 1985, 1994, 1997                                     |
| DAC Dunajská Streda    | 1       | 2      | 1987                                                                                     | 1993, 1995                                                 |
| FC Senec               | 1       | 1      | 2002                                                                                     | 2007                                                       |
| Matador Púchov         | 1       | 1      | 2003                                                                                     | 2002                                                       |
| Chemlon Humenné        | 1       | –      | 1996                                                                                     | –                                                          |
| FC ViOn Zlaté Moravce  | 1       | –      | 2007                                                                                     | –                                                          |
| FC Nitra               | –       | 4      | –                                                                                        | 1975, 1983, 1987, 1991                                     |
| Senica                 | –       | 2      | –                                                                                        | 2012, 2015                                                 |
| MFK Skalica            | –       | 1      | –                                                                                        | 2017                                                       |
| Steel Trans Ličartovce | –       | 1      | –                                                                                        | 2004                                                       |
| ZVL Považská Bystrica  | -       | 1      | -                                                                                        | 1989                                                       |